# Laambroeken
Laambroeken is een natuurgebied van 43 ha ten oosten van Zolder in de Belgische gemeente Heusden-Zolder. Het behoort tot de Laambeekvallei en de vijverregio De Wijers. Tot dit gebied behoren ook de Laambroekvijvers, een 15 ha groot gebied.
Tegenwoordig wordt het gebied aan de zuidzijde begrensd door de A2/E314, aan de overzijde waarvan het natuurgebied Geelberg is gelegen. Door de aanleg van deze weg moest de Laambeek worden omgelegd, waardoor de waterhuishouding van het gebied werd verstoord. Ook kwamen enkele deelgebieden die vroeger een eenheid met de Laambroeken vormden aan de overzijde van de snelweg te liggen.
Laambroeken is een mijnverzakkingsgebied, waardoor moerassige omstandigheden voorkomen. Het gebied wordt gekenmerkt door een kleinschalige verdeling van hooilandjes, weilandjes en percelen broekbos, struwelen, populieren en dergelijke. Doordat landbouwers hier niet meer rendabel konden werken, verdween ook het beheer. Vanuit Limburgs Landschap vzw zijn houtwallen en poelen aangelegd dan wel hersteld.

## Galerij

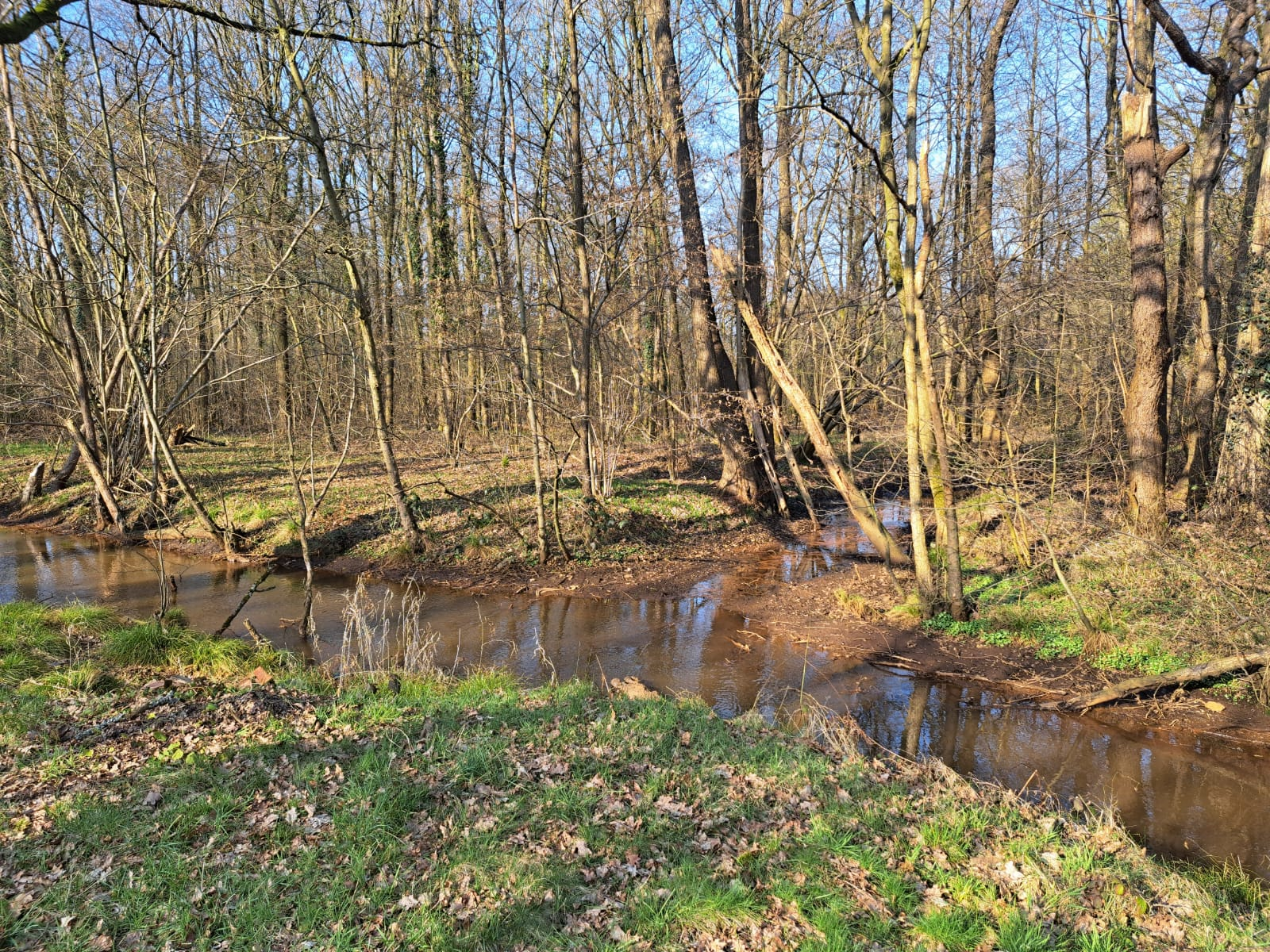